# Scrittori greci e latini
 (février 2024).
Si vous disposez d'ouvrages ou d'articles de référence ou si vous connaissez des sites web de qualité traitant du thème abordé ici, merci de compléter l'article en donnant les références utiles à sa vérifiabilité et en les liant à la section « Notes et références ».
Scrittori greci e latini est une série d'éditions critiques d'auteurs de la littérature et de la philosophie grecques et latines publiée par la Fondazione Lorenzo Valla (Arnoldo Mondadori Editore). Chaque volume contient, outre un texte revu de manière critique, un appareil critique, une histoire du texte et de l'édition, ainsi qu'une traduction en italien. Sur le plan du contenu, elle couvre l'ensemble du spectre de la littérature, de la philosophie et de la théologie antiques et médiévales, y compris une sélection de textes non littéraires. La série a été lancée en 1974 et coordonnée par Piero Boitani et Francesco Sisti. En moyenne, quatre volumes sont publiés chaque année. Des projets éditoriaux similaires incluent la Bibliotheca Teubneriana, la Collection Budé, les Oxford Classical Texts et la Loeb Classical Library.